# Strejken (1925)
Strejken (ryska: Стачка, Statjka) är en sovjetisk stumfilm från 1925 av regissören Sergej Eisenstein. Filmen finansierades av Proletkultteatern och var Eisensteins första långfilm. Strejken var också den första revolutionära massfilmen som producerades i Sovjet. Den använde sig av montageteknik (se: Kulesjoveffekten) för att chockera publiken, särskilt i den mest kända scenen i slutet av filmen där massakern på arbetarna och deras familjer korsklipps med bilder av boskap som slaktas.

## Handling
Filmen utspelar sig i tsartidens Ryssland. Vid en fabrik råder eländiga arbetsförhållanden, fabriksledningen försöker hålla situationen under kontroll med hjälp av spioner bland arbetarna. Efter att en arbetare hänger sig i samband med ha blivit anklagad för stöld av en mikrometer bryter en strejk ut. Efter en tid hotas de strejkande av svält och deras enighet prövas av provokatörer. Till slut sätts soldater och polis in för att slå ned strejken och det hela slutar med ett blodbad.

## Medverkande
| Ivan Kljukvin        | – aktivist                            |
| Aleksandr Antonov    | – arbetare, medlem av strejkkommittén |
| Grigorij Aleksandrov | – andra verkmästaren                  |
| I. Ivanov            | – chefen för säkerhetspolisen         |
| Michail Gomorov      | – arbetare med dragspel               |
| Maksim Sjtrauch      | – polisspion                          |
| Judit Glizer         | – lumpproletariatets drottning        |